# Miglionico
Migliónico ([miˈʎʎoniko], Megghiuòneche in dialetto locale) è un comune italiano di 2 355 abitanti della provincia di Matera in Basilicata. È nota per le vicende legate al Castello del Malconsiglio, ove si tenne la cosiddetta Congiura dei baroni contro re Ferdinando I di Napoli.

## Geografia fisica

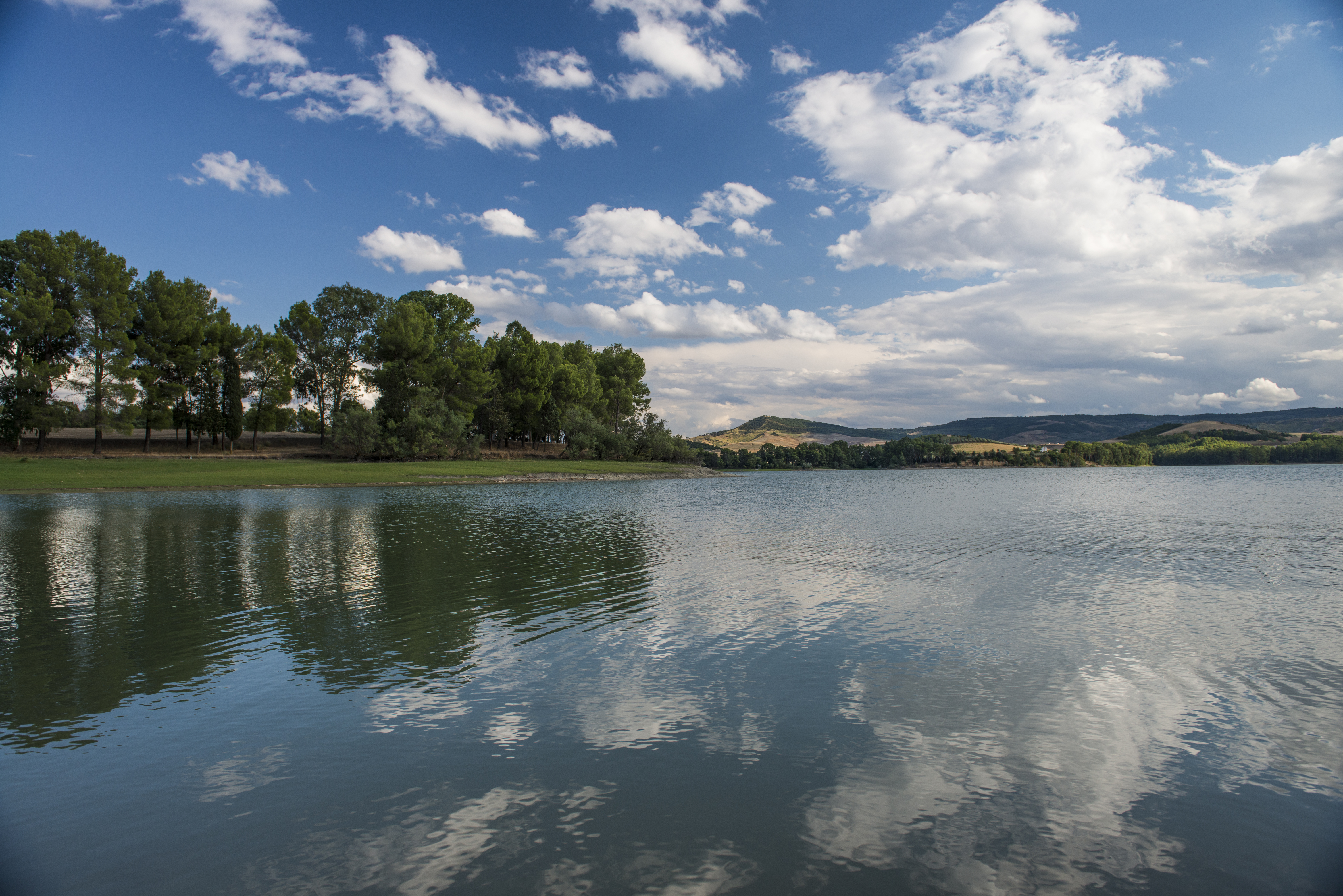
Lago artificiale di San Giuliano

Miglionico è situata nella media valle del Bradano, e sorge su una collina tra i fiumi Bradano e Basento nella parte centro-orientale della provincia di Matera. Nel suo territorio si trova la riserva regionale San Giuliano, in quanto il versante destro del fiume Bradano e del lago di San Giuliano appartengono in parte al territorio del comune. Si trova a 461 m s.l.m. e confina a nord con il comune di Matera (21 km), ad est con Pomarico (10 km) e Montescaglioso (24 km), a sud con Ferrandina (15 km) e ad ovest con Grottole (13 km).
Una volta, quando non esisteva la strada statale 407 Basentana, era via obbligata per chi dal litorale jonico doveva addentrarsi nella Lucania per raggiungere Potenza e da lì Napoli.

## Storia

### Le origini
Le origini di Miglionico sono remote, probabilmente risalenti ad una città enotria, come testimoniato da tombe e vasi risalenti fino al VI secolo a.C. rinvenuti nel suo territorio.
Secondo la tradizione Miglionico fu fondata da Milone, dal quale deriverebbe anche il nome della città; questi fu un celebre atleta di Crotone del VI secolo a.C., vincitore nella battaglia contro Sibari, e definito olimpionico in quanto più volte vincitore come lottatore nei Giochi Olimpici. Secondo un'altra interpretazione invece il Milone fondatore di Miglionico fu Milone di Taranto, un luogotenente di Pirro che prese parte anche alla battaglia di Heraclea, che giunto sulle colline tra il Bradano ed il Basento vi fondò una colonia militare chiamandola Miglionico. Milone munì Miglionico di grandi mura, come recita la frase Milo Magnus Miles Me Munivit Magnis Muris, rappresentata dalle sette M iniziali presenti sullo stemma del comune. Dopo la colonizzazione greca, divenne città lucana, poi passò sotto i Sanniti fino al 458 a.C., anno in cui fu espugnata dai Romani. La storia di questo centro è strettamente legata a quella del suo imponente castello.

### Il Castello
Il castello di Miglionico risale all'VIII-IX secolo, e nel 1110 il conte Alessandro di Andria, all'epoca signore del castello, effettuò il primo ampliamento facendo costruire il piano superiore. La terza fase della sua costruzione avvenne nel Quattrocento.
Il castello ha la forma di un parallelogramma, fiancheggiato da sette torrioni, alcune quadrate (le più antiche), due bitorri e altre circolari, poste ai vertici della costruzione. L'entrata attuale è posta a Nord-Est, mentre quella originaria distrutta dal terremoto del 1857 era rivolta a Sud.

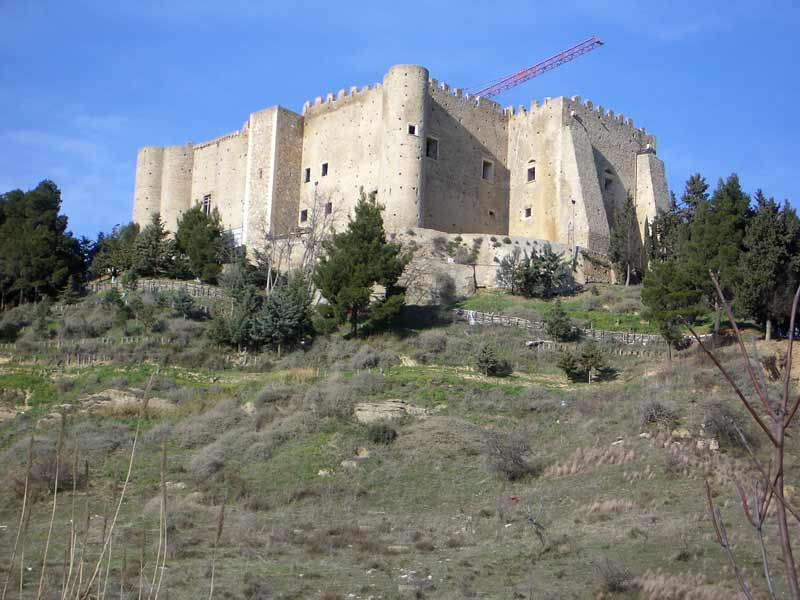
Castello del Malconsiglio
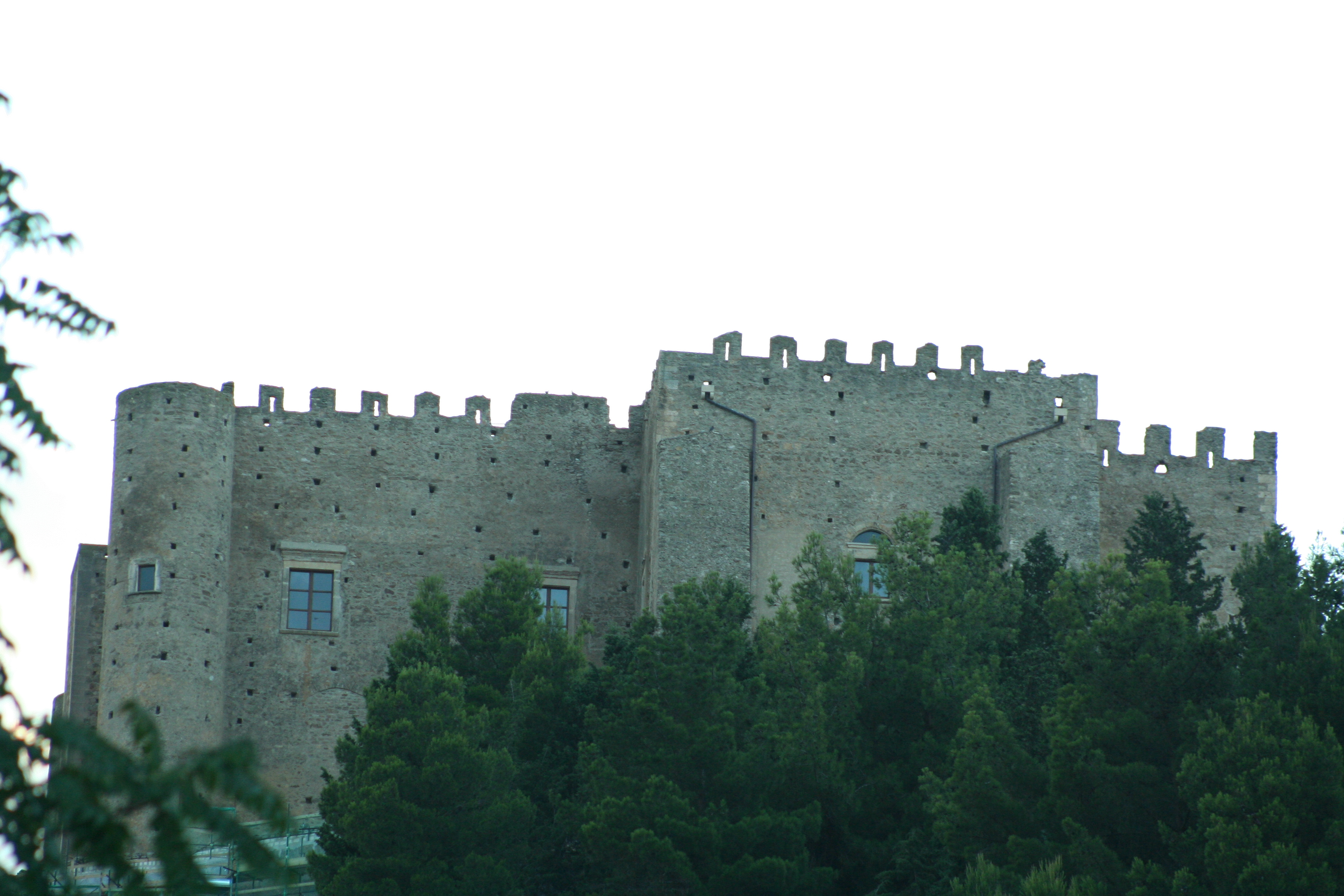
Castello del Malconsiglio

#### Storia del castello
(T. Ricciardi, Notizie storiche di Miglionico, Napoli 1867)
La descrizione che Teodoro Ricciardi fa del Castello del Malconsiglio di Miglionico nel 1867, rappresenta l'unico riferimento bibliografico d'archivio, esistente al momento, che possa far luce, anche se in maniera alquanto superficiale, sullo stato dei luoghi prima che avvenimenti naturali (terremoto del 1857) e trasformazioni di adeguamento funzionale, alterassero quelli che sono i caratteri volumetrici e formali del maniero quando, a seguito delle leggi abolitive della feudalità, nel 1829 questo è confiscato alla famiglia ducale dei Revertera di Salandra, ed è successivamente venduto a tale Stancarone Giuseppe da Miglionico, famiglia Dibrizio ed altri, quali abitazioni private. Fortunatamente questi avvenimenti, soprattutto gli interventi di trasformazione e ricostruzione, hanno interessato una zona non eccessivamente rilevante sotto l'aspetto architettonico, per cui la maestosità del fabbricato permane in tutta la sua imponenza.
Da un'attenta lettura del manufatto si evince chiaramente che l'organismo è il risultato di vari ampliamenti avvenuti nel corso dei secoli. Risulta difficile risalire all'epoca del primo impianto. Le fonti storiche citano il castello come già esistente al 1110 ma non vi sono elementi che possano avvalorare tale tesi. Per tale motivo si cercherà di individuare le fasi più significative dello sviluppo della fortificazione, relazionandolo a fattori storici, quali la Congiura dei baroni del 1485, avvenimento che ha annoverato il Castello di Miglionico negli annali della storia sociopolitica del Meridione, e l'abolizione della feudalità, e ad aspetti architettonici, sulla scorta delle caratteristiche artistiche più evidenti. Si è così giunti alla individuazione di quattro fasi evolutive, che proprio perché non supportate da fonti di archivio, ma risultato di ragionamenti logici sui pochi elementi disponibili, non possono avere carattere di certezza. Un punto fermo che viene assunto quale elemento di base è costituito dall'articolazione planimetrica perimetrale.

#### Il castello e il perimetro fortificato
Tra gli elementi significativi del castello del Malconsiglio a Miglionico spicca la particolarità del sito che, completamente esterno al centro medioevale, evidenzia la preesistenza di questo alla edificazione del maniero. Il borgo altomedioevale, la cui esistenza è documentata in epoca normanna, occupa i rioni di S. Nicola dei Greci e di S. Angelo dove sulla punta estrema rivolta ad occidente si leggono i resti del primitivo fortilizio dell'abitato, la cui area di insistenza, successivamente è occupata da un palazzo patrizio nella seconda metà del Seicento. Lo sviluppo del centro normanno, tra il secolo XI e XII, determina la espansione dell'abitato in direzione del Torchiano e di Santa Sofia le cui direttrici di crinale convergono nel sito antistante il nucleo più antico dove, sui resti di un'antica cappella intitolata a San Salvatore, tra il XIII e il XIV secolo sarà edificata la chiesa di Santa Maria Maggiore che salda al nucleo più antico le aree di più recente edificazione.
I documenti del periodo normanno ed angioino individuano tra i secoli XI e XII una circoscrizione feudale comune a Miglionico, Pomarico e Montescaglioso, infeudata, tra il 1065 e il 1119, alla famiglia normanna dei Macabeo titolari del Comitatus Montis Caveosim. Tra il 1120 e il 1124 la Contea passa nelle mani di Costanza vedova di Boemondo Principe di Taranto, nel 1166 è posseduta da Enrico Garzia di Navarra, nel 1195 da Ugo de Maccla e nel 1220 da uno Jacopo Sanseverino Conte di Tricarico. Questa potente famiglia alla quale era infeudata buona parte del territorio del Cilento, nei primi decenni del Duecento, vantando lontani diritti risalenti al matrimonio contratto intorno al 1167 da Guglielmo Sanseverino con Isabella figlia di Silvestro Conte di Marsico, riusciva ad ottenere da Federico II il possesso della contea marsicana quale segno di riconoscimento del sostegno dato dal casato alle armi imperiali nella lotta che aveva opposto l'imperatore ad Ottone di Brunswick, e ad estendere i propri possessi fino ai centri della valle del Bradano. Con la rivolta di Capaccio e la dura repressione seguita agli eventi del 1245, i Sanseverino perdono i feudi lucani e trucidati quasi tutti gli esponenti della famiglia, Federico assegna la Contea di Montescaglioso e il Principato di Taranto al figlio Manfredi. Il conflitto tra fautori del papato e dell'impero conclusosi con la affermazione della dinastia angioina, consente il ritorno del Sanseverino che aveva appoggiato le pretese di Carlo d'Angiò, e la reintegra nel possesso dei feudi della Basilicata parte dei quali, però, sono assegnati, e tra questi buona parte della Contea di Montescaglioso concessa prima a Pietro di Beaumont e poi pervenuta a Giovanni di Montfort, ai baroni francesi che avevano seguito il re nell'impresa italiana. A Tommaso di Sanseverino, figlio di Ruggero, unico scampato all'eccidio del 1246, restavano tutti i territori orientali dei feudi lucani fino ai rilievi che dividevano la valle del Basento dal bacino del Bradano ampliati con l'acquisizione delle terre di Tricarico portate in dote dalla terza moglie del Conte, Sveva di Avezzano.
Nel 1307 con l'assenso di Re Carlo, Tommaso di Sanseverino divideva i feudi tra i figli Enrico, Guglielmo, Roberto e Giacomo il quale sposando Margherita di Chiaromonte acquisiva il controllo dei centri della media valle del Sinni e dal padre riceveva il territorio di Tricarico ed i centri della valle del Basento tra cui anche Miglionico. Si può quindi, attribuire ad un Sanseverino, del quale il primo documento pervenutoci, relativo a concessioni fatte alla popolazione di Miglionico, risale al 1358, l'inizio della costruzione del castello e l'ampliamento del perimetro fortificato che ingloba nella nuova cerchia i quartieri sviluppatisi intorno alla Chiesa madre. L'epoca della costruzione che sostituisce il fortilizio esistente nel borgo altomedioevale, non va oltre i primi decenni del secolo XIV e va riportata all'infeudamento della cittadina ai Sanseverino seguita alla definitiva sconfitta del partito svevo. Federico II dopo essere stato incoronato imperatore da Papa Onorio III nel 1220 convoca, lo stesso anno, a Capua tutti i Baroni pugliesi e tra i provvedimenti adottati nella dieta ordina il diroccamento o l'acquisizione al demanio regio di tutti i castelli baronali o edificati senza l'assenso reale.
I provvedimenti promulgati e confermati a Messina nel 1221 saranno ribaditi a Melfi nel 1231 ed accompagnati da un'altra serie di ordinamenti tra cui la nomina di un Provisor castrorum col compito di sovrintendere alla costruzione dei nuovi edifici castellari iniziata da Federico in tutto il Regno meridionale. Nel 1278 le imposizioni di Carlo d'Angiò relative alla manutenzione dei castelli appartenenti al regio demanio ed ereditati dall'amministrazione sveva, citano Miglionico solo per assegnare alla popolazione gli oneri per la manutenzione del castello di Montescaglioso. Questo è già documentato in epoca normanna come pure quello di Montalbano e di Petrolla presso Pisticci, che rientrano nei medesimi provvedimenti angioini dimostrando come i castelli elencati nelle imposizioni del 1278 corrispondano a quelli preesistenti in epoca normanno-sveva. Ciò non implica la esclusione della esistenza di una roccaforte a Miglionico che certamente di scarsa importanza e non censita tra le pertinenze demaniali, è localizzata nell'estrema propaggine del nucleo altomedioevale raccolto intorno alla chiesa di San Nicola dei Greci. Con il definitivo infeudamento ai Sanseverino, tra la fine del XIII e gli inizi del XIV, Miglionico assume un significato strategico tutto particolare.
La nuova suddivisione dei feudi meridionali dopo la stabilizzazione della monarchia angioina ha determinato il frazionamento dell'antico Comitatus Montis Caveosi il cui territorio orientale è definitivamente assegnato nel 1308 ai Del Balzo mentre i territori occidentali pervengono nelle mani dei Sanseverino. La baronia del grande casato si estende dalle coste del Tirreno fino ad un limite orientale fisicamente corrispondente al bacino del Bradano lungo il crinale percorso dal tracciato della via Appia che lambisce anche Grottole e Tricarico confinando, su questo versante, con i territori appartenenti ai Del Balzo estesi fino all'Adriatico. Miglionico è, quindi localizzato agli estremi confini dei feudi sanseverineschi e la posizione occupata è ancora più importante per la vicinanza dell'Appia che esalta il ruolo del paese a presidio di un'area significativa per l'equilibrio tra le due maggiori baronie meridionali. L'edificazione del castello e le opere di fortificazione del centro evidentemente obbediscono alla necessità del feudatario di approntare una linea, individuata dalla direttrice Miglionico, Grottole, Tricarico, per la difesa dei confini del proprio territorio e questo scopo certamente non è soddisfatto dalla ridotta e fatiscente struttura già esistente nel borgo altomedioevale. Il Sanseverino sceglie quindi un altro sito e per l'espansione dell'abitato verso il Torchiano e Santa Sofia individua il pianoro del versante sud-occidentale del rilievo il quale, tra l'altro è in una posizione eccellente per controllare la direttrice stradale verso Nord in direzione di Grottole.
Il nuovo perimetro murario edificato contemporaneamente al castello, cinge tutta la collina assemblando in un unico agglomerato il borgo più antico ed i rioni della più recente espansione. Il perimetro delle mura è intervallato da torri circolari e interrotto da quattro accessi: porta Pomarico sul versante Sud e verso la strada che conduce al paese limitrofo, porta Grottole sul versante occidentale rivolta in direzione dell'Appia, porta Santa Sofia sotto il convento francescano e porta Fontanelle, l'unica ancora esistente, nel medesimo versante, sulle strade che collegano l'abitato alla valle del Bradano in direzione di San Giuliano. Nei decenni successivi in qualche tratto, lungo i pendii più inaccessibili, le mura sono sostituite da agglomerati di abitazioni a schiera e dalla massa delle residenze patrizie, palazzo Ventura-Aspriello, e palazzo Petito, situati sul ciglio del versante, mentre a Santa Sofia il monastero del Carmine è parte integrante del perimetro fortificato secondo uno schema abbastanza consueto nei paesi vicini dove i maggiori complessi chiesastici e conventuali costituiscono un elemento preponderante del perimetro della cinta. A Tricarico il complesso dell'episcopio è inglobato nelle mura orientali, a Irsina la Cattedrale ed il palazzo vescovile integrano il settore occidentale della cinta e a Montescaglioso la difesa dell'intero versante nord-orientale del paese è affidata alla massa dell'Abbazia benedettina.
A Miglionico lo schema si ripropone con il monastero edificato su un'area libera adiacente alle mura delle quali il complesso ingloba una delle torri circolari che nella parte superiore, svuotata da una serie di archivolti attualmente tompagnati, reca le tracce di una trasformazione operata da frati per ricavarvi una sorta di belvedere. In altri settori, dipendentemente dall'orografia del sito, la cinta muraria è trasformata in terrapieno o in muratura di contenimento delle strade perimetrali che corrono lungo i bordi dell'abitato: questa condizione si verifica soprattutto nella zona di Sant'Angelo e al Torchiano su cui versanti rivolti verso il Bradano il ruolo di contenimento e di baluardo difensivo è anche affidato al complesso delle abitazioni edificate con un alzato al quale corrisponde un livello al piano stradale e altri due o tre livelli sviluppati nei piani inferiori fino a coprire l'intera altezza del pendio. Il tessuto urbano di Miglionico ha conservato la possibilità di leggere e individuare agevolmente l'andamento dei perimetro fortificato: se buona parte delle torri si sono salvate da crolli e demolizioni, della cinta invece, non restano che pochi tratti. Le murature sono state sostituite nel secolo scorso o agli inizi dell'attuale dalla costruzione di case e soprattutto delle opere di consolidamento dei pendii e dalla apertura delle strade extramurali che qui, come in tutti i centri del materano, dove soltanto pochi abitati, in particolare Tricarico, conservano quasi integralmente il perimetro fortificato, hanno costituito, nel primo dopoguerra, una fase importante dello sviluppo dei paesi e della possibilità di edificazione nelle aree immediatamente adiacenti ai nuclei medievali.
A Miglionico la costruzione del perimetro murario risale all'epoca angioina, a partire dalla metà del XIV secolo, ma i lavori certamente continuano nei decenni successivi ed in particolare in epoca aragonese: per tutto il XV secolo le mura sono oggetto di una costante manutenzione e adeguamento alle necessità della difesa. Se le torri della zona di Sant'Angelo e San Nicola dei Greci sono sostanzialmente rimaste immutate le altre torri, ed in particolare quelle verso il Torchiano, portano i segni di qualche trasformazione relativa all'apertura di feritoie o alla costruzione di barbacani e bastioni, mentre a partire dal seicento alcune torri, quelle antistanti palazzo Corleto, e le due situate lungo il versante Torchiano-Castello, sono inglobate nelle vicine abitazioni delle quali diventano parte integrante.

## Monumenti e luoghi d'interesse

### Architetture religiose

#### La chiesa madre di Santa Maria Maggiore
La chiesa madre di Santa Maria Maggiore è la principale chiesa di Miglionico.
All'interno si custodiscono:
- il polittico di Miglionico, opera di Cima da Conegliano, risalente al 1499 e formata da 18 tavole racchiuse in una cornice lignea in pioppo;
- un Crocifisso del 1629 realizzato dal padre francescano Umile da Petralia
- il grande organo barocco, composto di 321 canne, restaurato.

Nella chiesa sono inoltre conservate diverse tele databili tra il XVI ed il XVII secolo, tra le quali una Madonna con Bambino in gloria tra i santi Eligio e Carlo Borromeo ed un'altra raffigurante l'Assunzione, entrambe attribuite ad Alessandro Fracanzano, padre dei più noti Cesare e Francesco, ed una Deposizione dalla croce databile anch'essa tra il XVI ed il XVII secolo, opera di un allievo di Antonio Stabile.

#### La chiesa di Santa Maria delle Grazie
La chiesa fu fatta ricostruire da Ettore Fieramosca, che fu conte di Miglionico. Da rilevare all'interno diversi affreschi, una statua lignea raffigurante la Madonna delle Grazie eseguita nel 1786 dallo scultore pugliese Arcangelo Spirdicchio, ed un piccolo organo del XVI secolo.

#### La Madonna della Porticella
La chiesetta della Madonna della Porticella sorge su un colle che domina le vallate del Bradano e del Basento; è teatro di una festa campestre che viene celebrata la seconda domenica di settembre ed attira una grande partecipazione di devoti sia da Miglionico che dai comuni vicini.

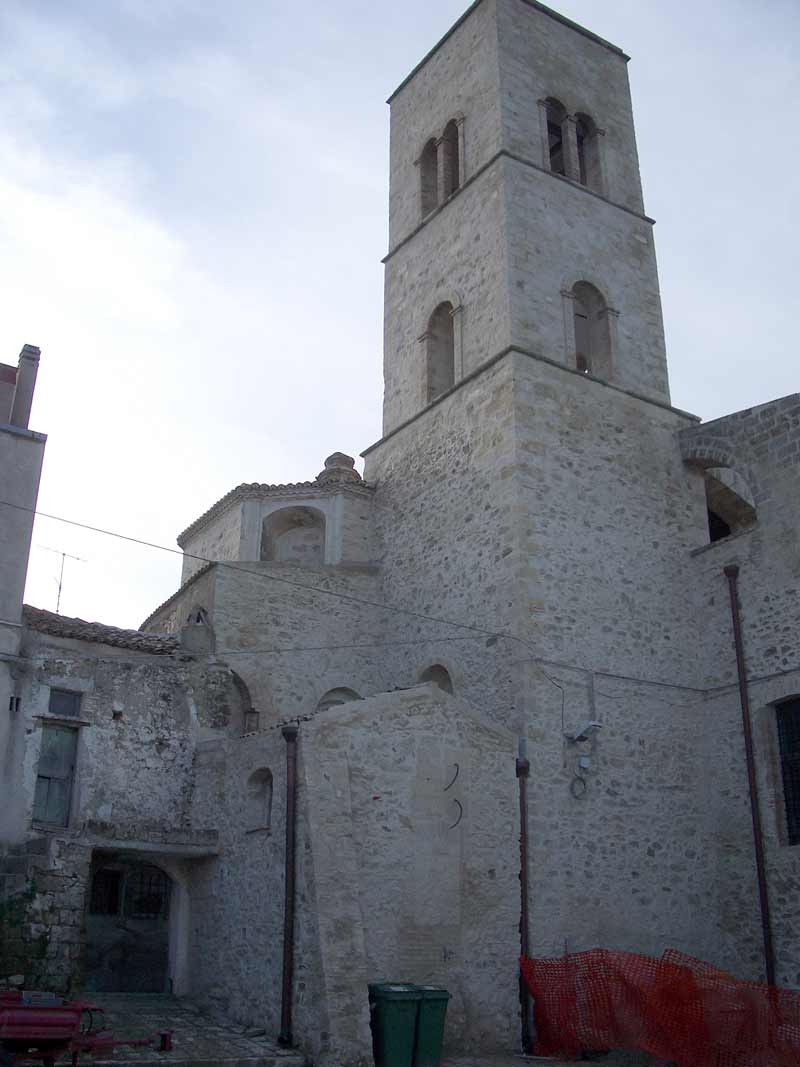
Chiesa di San Francesco
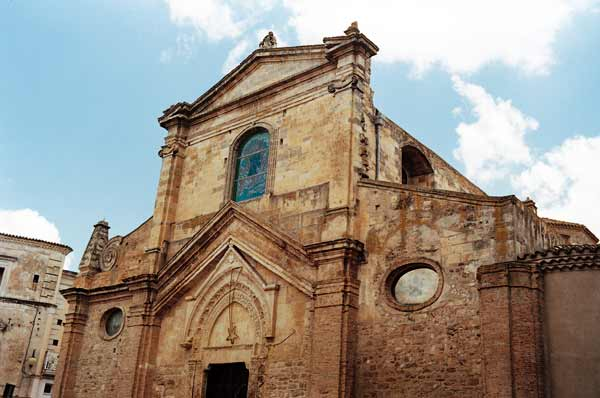
Portale della chiesa madre
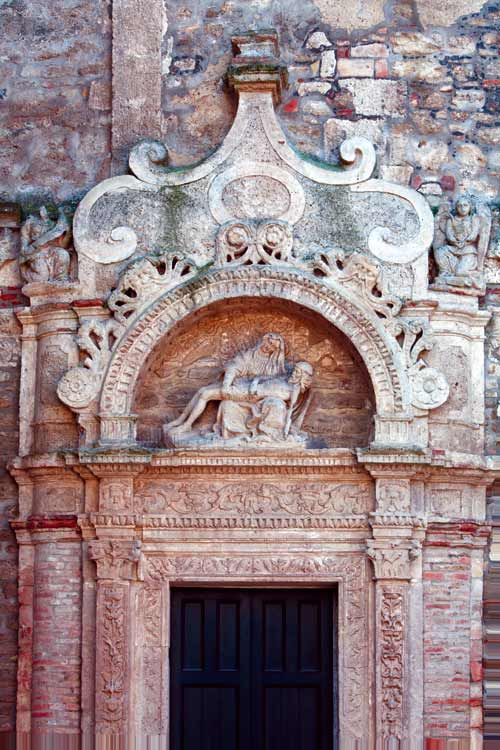
Portale con Pietà
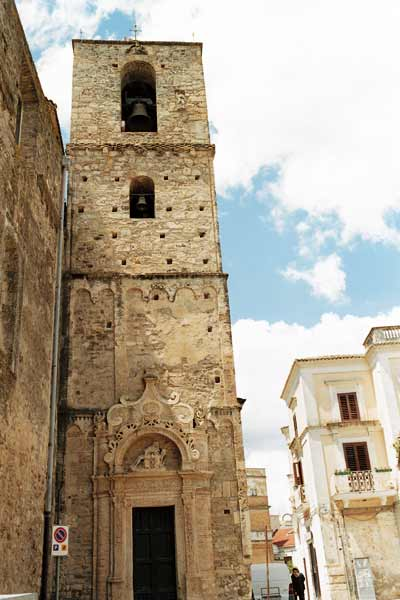
Campanile Chiesa madre
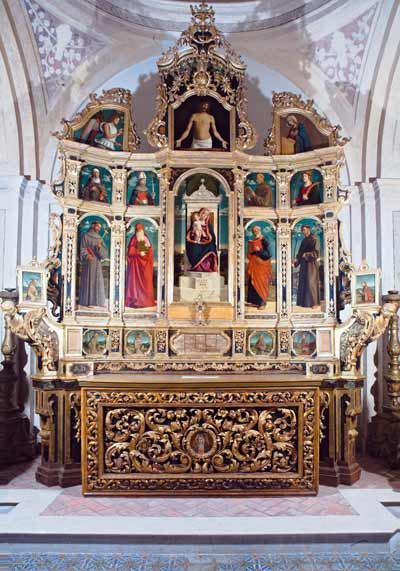
Polittico di Cima da Conegliano
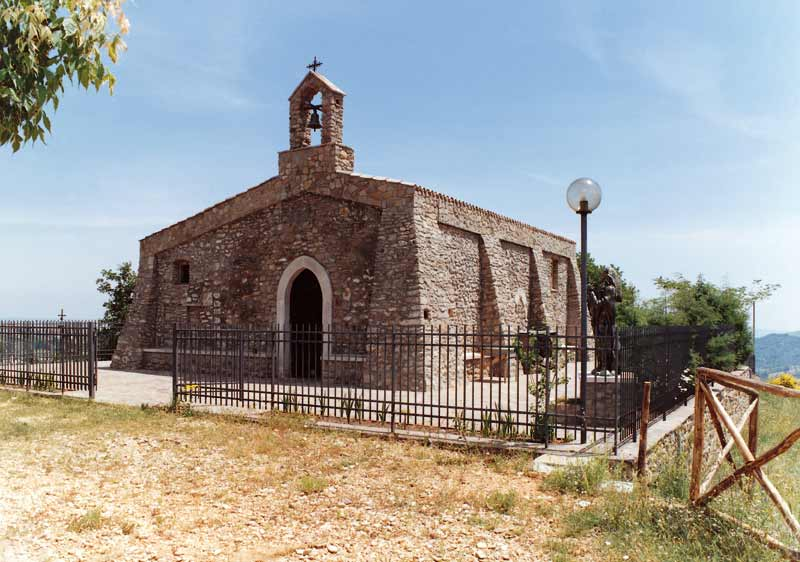
Chiesa della Porticella
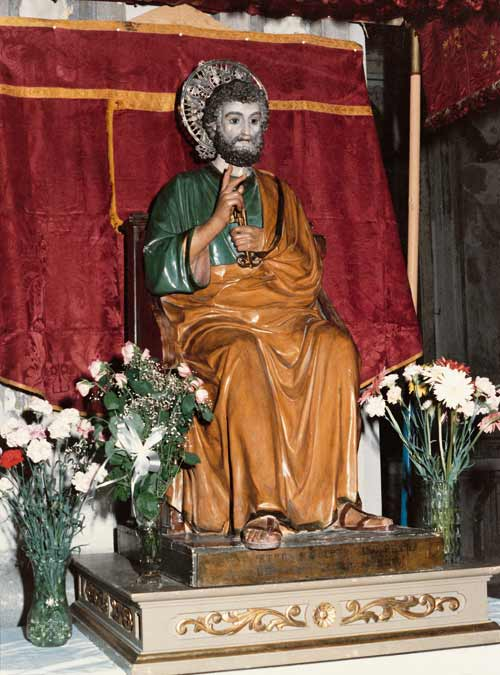
Santo Protettore: S.Pietro
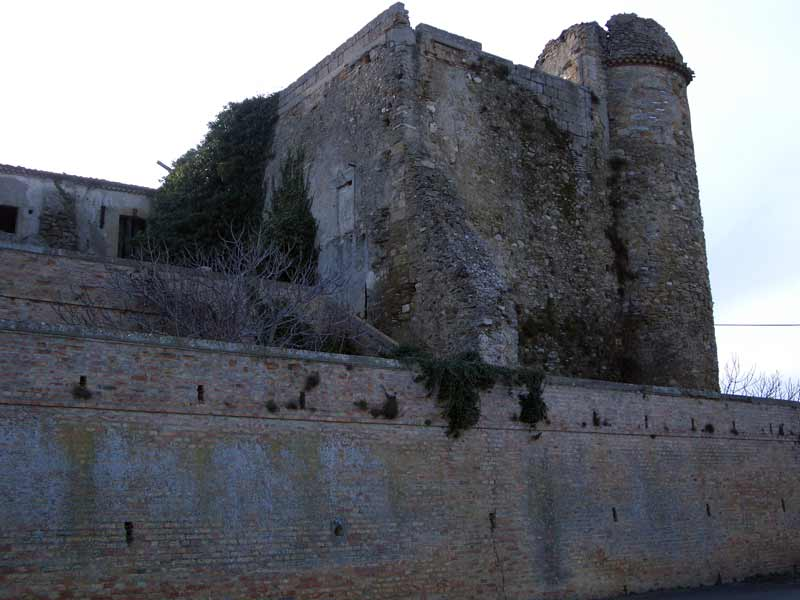
Convento di Santa Sofia

### Architetture civili

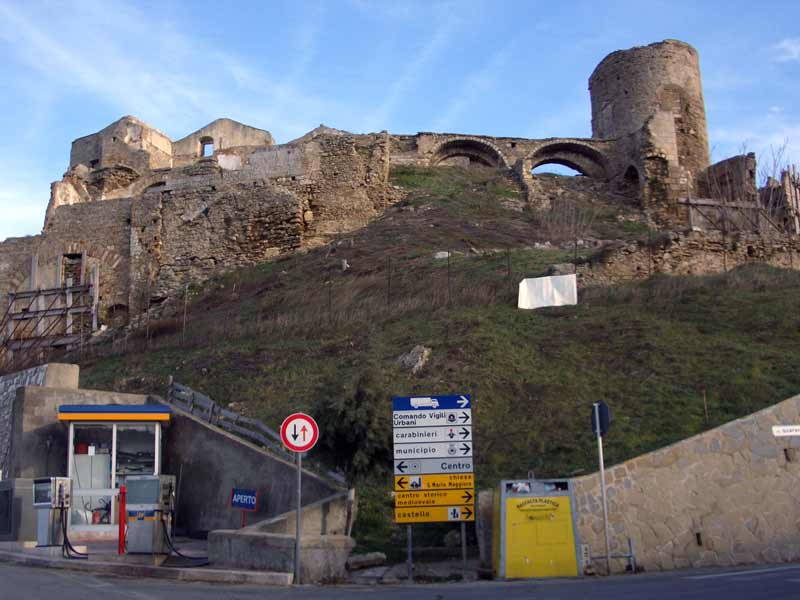
Palazzo Corleto
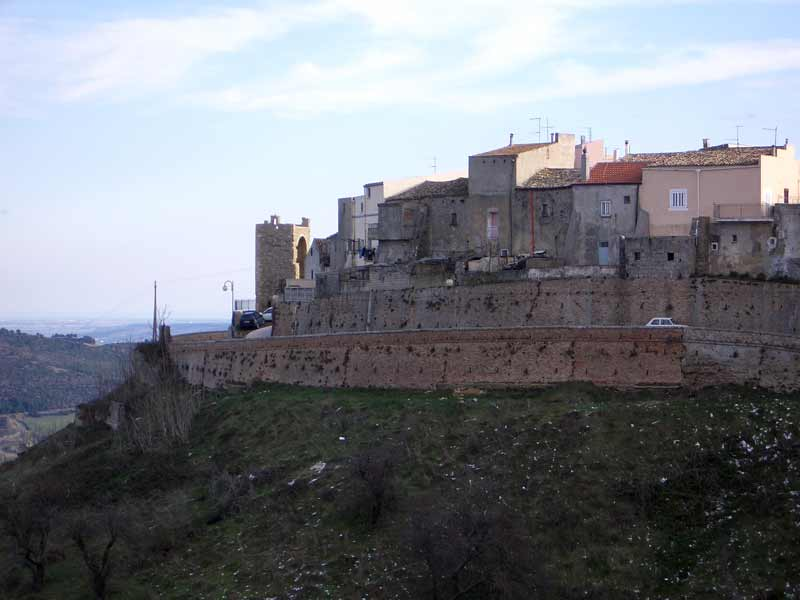
Quartiere Torchiano

### Architetture militari
Dall'antica cinta muraria che circondava il paese, sono ancora visibili numerose torri; una di queste è la Torre di Fino, così nominata perché lì finiva il paese, ed era una torre di guardia che dominava la valle del Bradano. Sono visibili diverse altre torri di epoca medioevale.

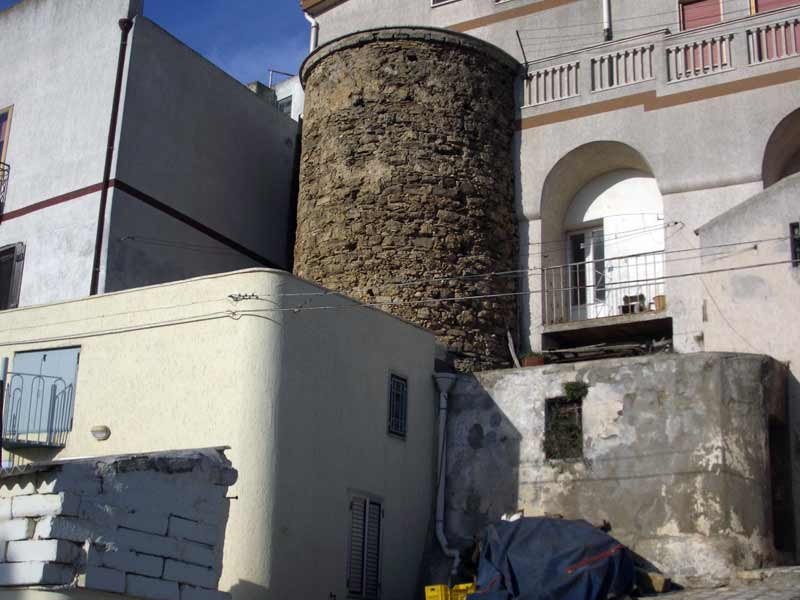
Antica torre
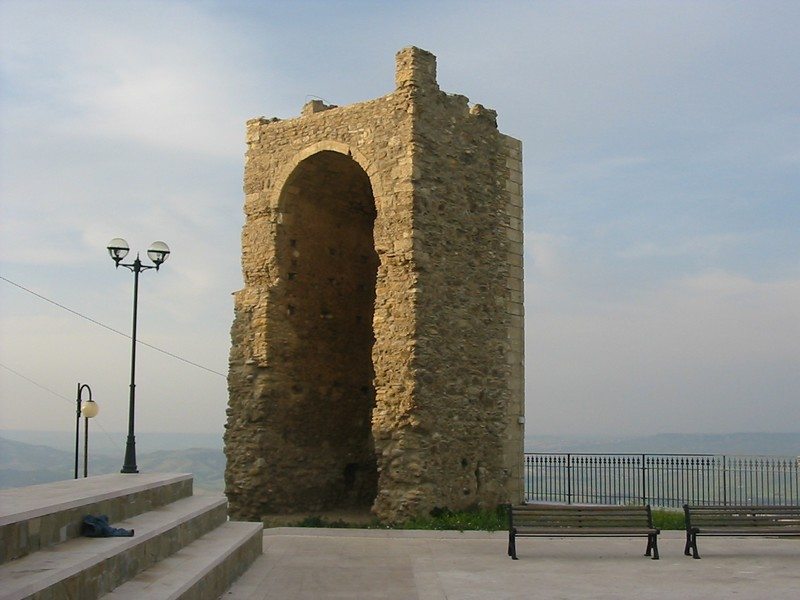
Torre di Fino

### Aree naturali
- Riserva regionale San Giuliano

## Società

### Evoluzione demografica
Abitanti censiti

## Cultura

### Cucina
Il comune è affiliato all'Associazione Nazionale Città dell'Olio, un ente che si occupa della promozione e valorizzazione dell'olio extravergine d'oliva e dei territori di produzione.

### Eventi

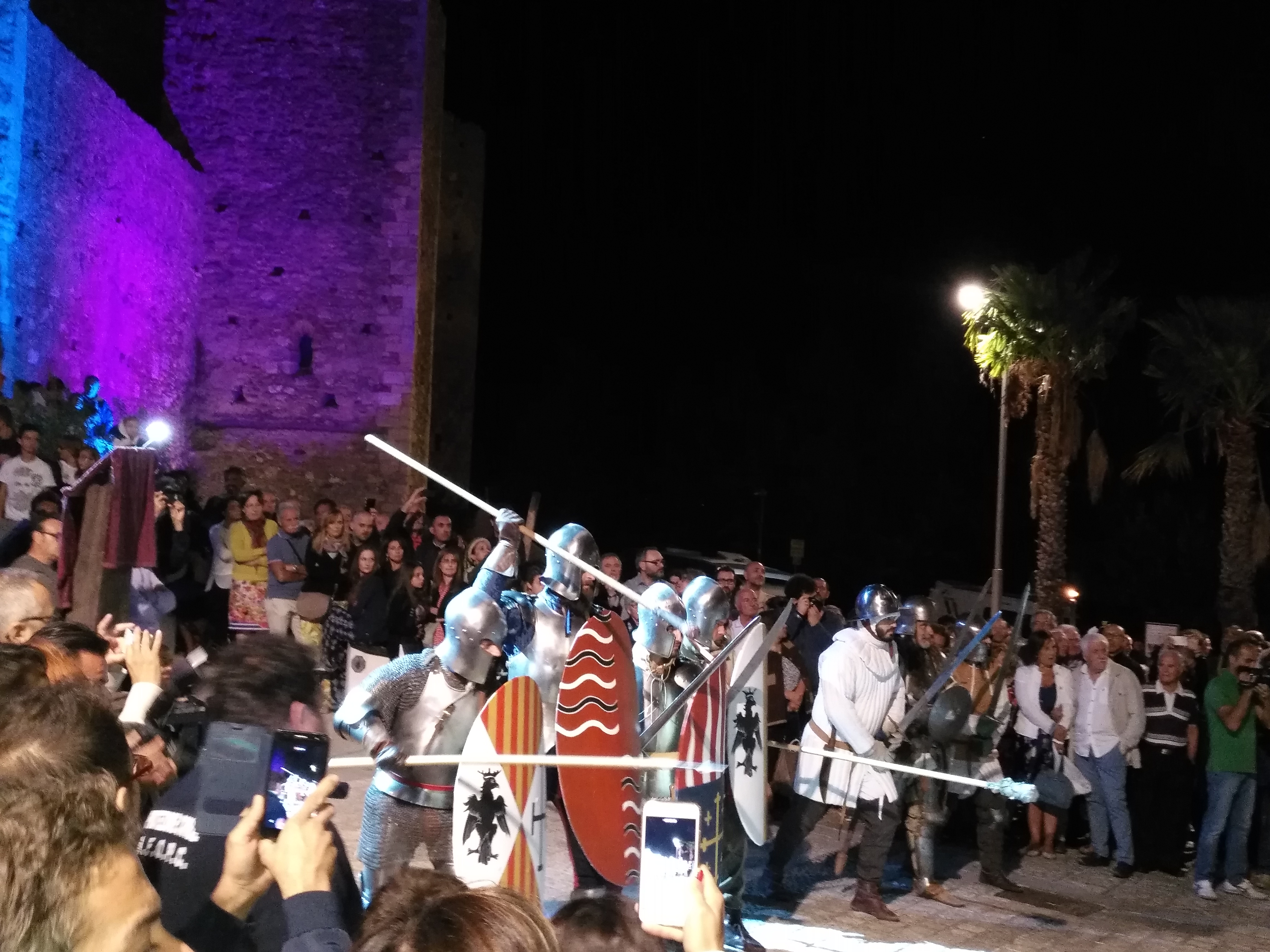
Rievocazione storica della congiura dei baroni

A partire dall'estate del 2011, tra il centro storico e la corte del Castello del Malconsiglio si svolge la rievocazione storica della Congiura dei baroni; il centro antico è riadibito a borgo medioevale con gli antichi mestieri, spettacoli di falconeria, disfide e corteo storico fino al castello.

## Infrastrutture e trasporti

### Strade
- Strada statale 7 Via Appia

### Ferrovie
La stazione più vicina è quella di Ferrandina Scalo Matera, fino al 2019 denominata proprio Ferrandina-Pomarico-Miglionico, situata a circa 10 km dal centro abitato.
Dal 1928 al 1972 era in funzione anche la ferrovia Bari-Matera-Montalbano Jonico a scartamento ridotto delle FAL e Miglionico aveva la sua stazione ferroviaria tuttora esistente ma in stato di abbandono.

## Amministrazione
| Periodo        | Periodo        | Primo cittadino   | Partito         | Carica  | Note |
| -------------- | -------------- | ----------------- | --------------- | ------- | ---- |
| 14 giugno 2004 | 7 giugno 2009  | Vincenzo Borelli  | lista civica    | sindaco |      |
| 7 giugno 2009  | 26 maggio 2014 | Angelo Buono      | centro-sinistra | sindaco |      |
| 26 maggio 2014 | 27 maggio 2019 | Angelo Buono      | centro-sinistra | sindaco |      |
| 27 maggio 2019 | in carica      | Francesco Comanda | centro-sinistra | sindaco |      |

## Sport

### Calcio
La principale squadra di calcio della città è l'Associazione Miglionico Calcio che milita nel girone lucano di Promozione. I colori sociali sono: il bianco ed il verde. È nata nel 1968.